# Kostel Nanebevzetí Panny Marie (Vyskeř)
Římskokatolický farní kostel Nanebevzetí Panny Marie ve Vyskři je mohutná novorománská kvádrová sakrální stavba s dřevěnou zvonicí, která se zachovala z původního církevního areálu. Kostel stojí ve svahu a dominuje obci pod vrcholem Vyskře. Obě stavby obklopuje hřbitov, od jehož horního vstupu vede křížová cesta ke kapli sv. Anny. Místo poskytuje výhledy do širokého okolí, mimo jiné i na Humprecht. Od 16. listopadu 2004 je kostel chráněn jako kulturní památka České republiky.

## Popis

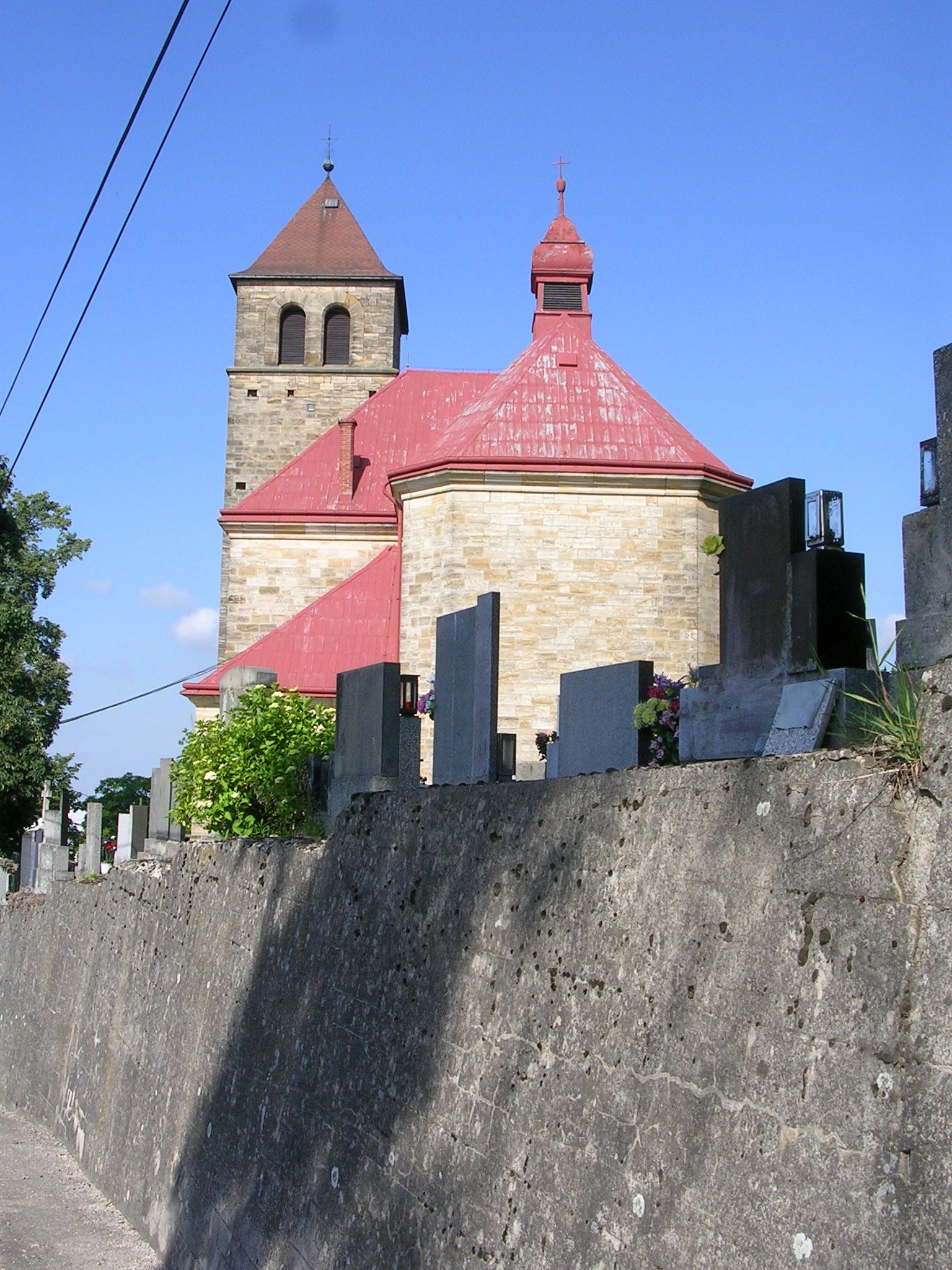
Kostel ve Vyskři od východu

Původní gotický kostel ve Vyskři pocházel zřejmě ze 13., nejpozději 14. století. Z tohoto původního kostel se dochoval v dnešním kostele raně gotický portálek do sakristie a části plastické výzdoby (svorník aj.) z 2. poloviny 15. století. Současný kostel postavený v letech 1914-1915 vyprojektoval turnovský architekt Karel Salač jako mohutnou kamennou stavbu. Kostel do sebe pojal i prvky předchozího starého kostela, avšak celkovými vyzněním se hlásí k individuální moderně. Kostelní věž poskytuje již několik desetiletí hnízdiště kolonii kavek.

## Přístup do kostela
Kostel je přístupný během bohoslužeb, které se zde pravidelně konají o sobotách od 14.00.

## Okolí kostela

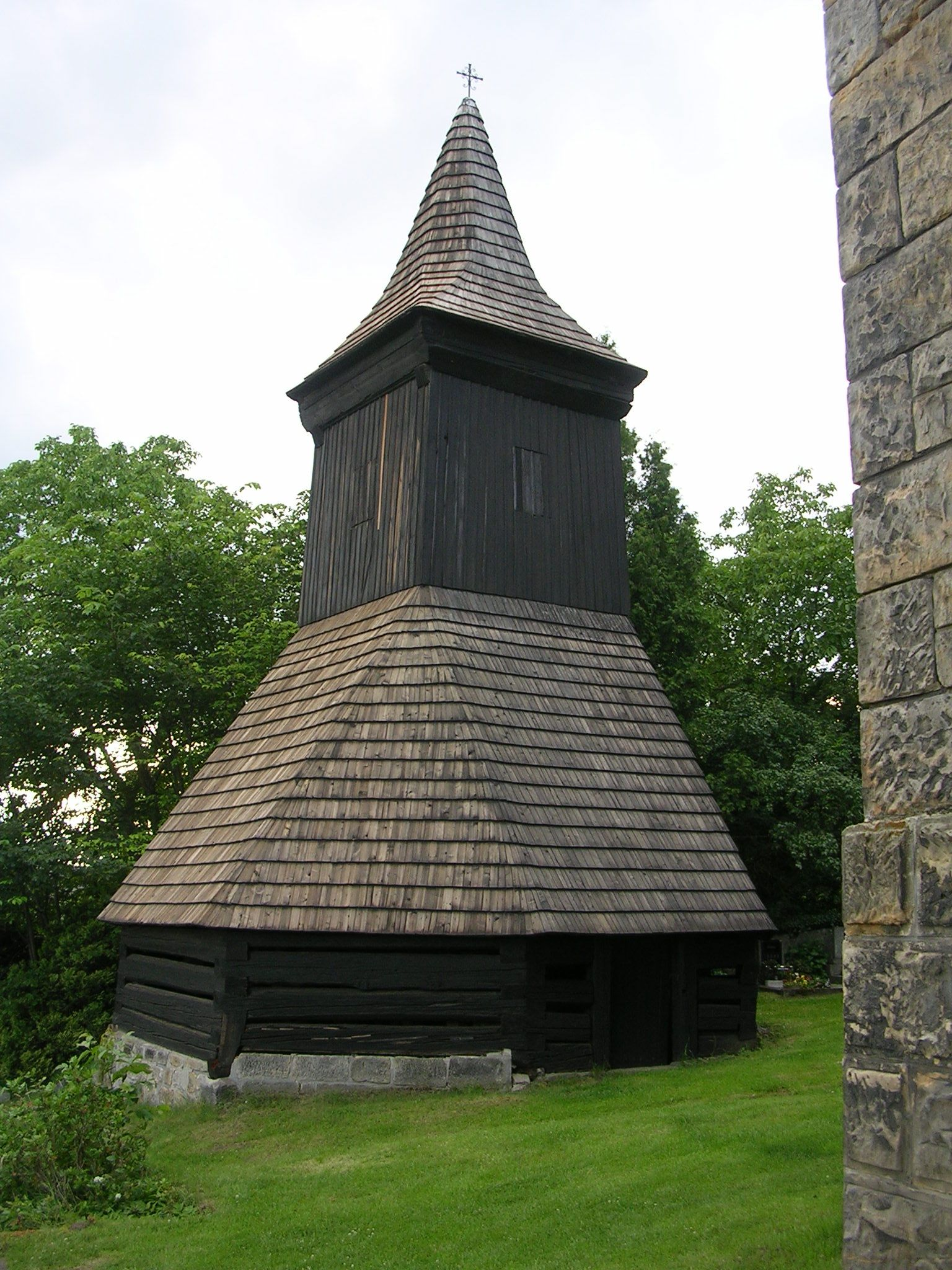
Dřevěná zvonice u kostela ve Vyskři

Západně od kostela se z původního areálu zachovala lidová zvonice, která má osmiboké roubené přízemí. Nad přízemím je ustupující bedněné hranolové patro, které je zastřešené šindelovou střechou. Dnešní podoba zvonice pochází z roku 1750. Obnovená v roce 1830. Jedná se o čistě štenýřovou konstrukci s hlavním nosným hranolem, vzepřeným šikmými vzpěrami. Ve zvonici byly v roce 1750 zavěšeny dva zvony, původně zvon Maria (314 kg, průměr 83 cm) z roku 1723 byl snesen z věže kostela a zavěšen do obnovené zvonice, byl rekvírován za první světové války v roce 1917. Zvon Václav (227 kg, průměr 75 cm) z roku 1617 byl ulit zvonařem Martinem Schrötterem II. a byl rekvírován za druhé světové války, po ukončení války byl nalezen v Praze, vrácen a zavěšen do kostelní věže.